# 가웨인 경과 녹기사
《가웨인 경과 녹기사》(Syr Gawayn ande þe Grene KnyȜt)는 14세기 말에 쓰인 영국의 로맨스 서사시로, 현재 대영 도서관에 하나의 사본이 보관되어 있다. 총 2500행 정도의 두운체로 쓰여져 있다. 중세 영어의 웨스트미들랜즈 방언으로 기록되어 있으나, 그 내용은 옛 켈트 신화의 요소를 많이 갖추고 있는 것으로 보인다. 현대어판은 1925년에 J. R. R. 톨킨과 E.V. 고든이 처음 출간하였다.

## 줄거리

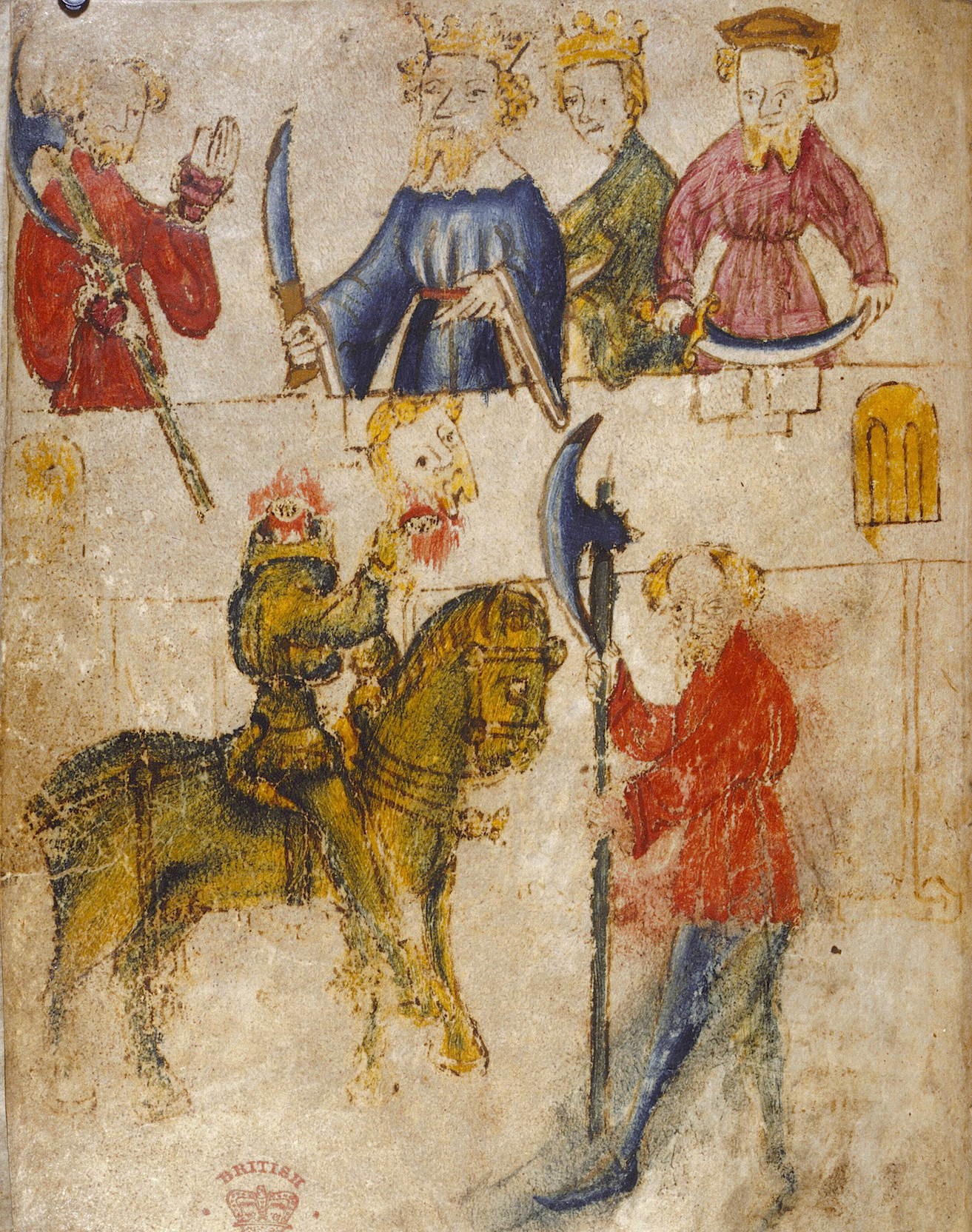
Sir Gawain and the Green Knight (from original manuscript, artist unknown)

이야기는 새해 첫 날 캐멀롯에 있는 아서왕의 궁에서 연회가 펼쳐지는 것으로부터 시작된다. 갑자기 도끼로 무장한 덩치 큰 녹색 기사가 홀에 등장하여 게임을 하나 제안한다. 그는 궁에 있는 사람들에게 만약 도끼로 그를 한번에 내리친다면, 일년이 지난 후 다음날 다시 돌아와서 똑같이 해주겠다는 것이다(Beheading Game). 아서왕의 조카이자 기사들 중 가장 어린 가웨인 경이 도전을 받아들인다. 그는 녹색 기사가 죽으리라 생각하고 그의 목을 단번에 잘라버렸지만, 녹색 기사는 자신의 머리를 집어들고 일년하고도 다음 날 녹색 교회에서 다시 만날 것을 상기시킨 후 떠난다.
날짜가 다가오자 가웨인 경은 녹기사와 한 약속을 지키기 위해 녹색 교회를 찾아 떠난다. 기나긴 여정 속에 한 아름다운 성의 주인인 버틸락과 그의 아름다운 아내를 만나게 된다. 부부는 명망있는 기사를 환대하였고, 가웨인이 녹색 교회에서 약속이 있고 찾는데 며칠 남지 않았다고 하자 버틸락은 그의 성에서 몇 마일 떨어지지 않은 곳에 교회가 있다면서 성에서 며칠 묵고 가는 것을 제안한다.
다음날 사냥을 떠나기 전에 버틸락이 가웨인에게 하나 제안한다. 버틸락의 사냥물과 가웨인이 하룻 동안 얻은 것을 교환하자는 것이다. 가웨인은 이를 받아들였다. 버틸락이 사냥터로 떠나자 버틸락의 아내가 가웨인의 침실을 방문하여 유혹하기 시작했다. 그녀가 최선을 다했음에도 불구하고 가웨인은 한 번의 키스 외에는 아무것도 양보하지 않았다. 버틸락이 사냥터에서 돌아와 가웨인에게 사슴을 주었고 가웨인은 버틸락에게 그의 아내에게서 받은 키스를 함으로써 답례했다. 다음날, 버틸락 부인이 다시 돌아왔고 가웨인은 그녀를 피했다. 사냥에서 돌아온 버틸락은 멧돼지를 주었고 가웨인은 다시 두 번째 키스를 주었다. 세 번째 날, 부인이 한번 더 찾아와 육체적인 위험으로부터 가웨인을 지켜줄 것이라고 한 녹색 거들을 주었다. 가웨인은 그것을 받아들였고, 버틸락이 여우와 함께 돌아오자 세 번째 키스와 교환한다. 그러나 가웨인은 거들은 주지 않았다.
다음 날, 가웨인은 거들을 지닌 채 녹색 교회로 떠난다. 그는 교회에서 도끼를 갈고 있는 녹기사를 발견하고, 게임을 완수하기 위해 목을 내민다. 첫 번째 스윙에서 가웨인이 움찔했고, 녹기사는 그것을 비하했다. 녹기사가 가웨인의 목을 베려고 두 번째로 휘둘렀으나 망설였고, 세 번째는 부드럽게 휘둘렀으나 가웨인의 목에 작은 상처만을 낼 뿐이었다. 그러나 녹기사는 버틸락 성주가 바로 자신이었으며 이 모든 것은 아서왕의 동생인 마법사 모간르페이의 사주에 의한 게임이라고 말한다. 가웨인은 처음에 부끄러웠고 화가 났지만 두 사람은 화기애애하게 헤어지고 가웨인은 거들을 정직하지 못한 자신의 잘못을 상징하는 징표로 삼고 버틸락과의 약속을 지키면서 게임의 규칙을 완벽하게 완수하기 위해 그것을 지닌 채 캐멀롯으로 돌아온다. 원탁의 기사들은 가웨인의 모험을 인정하여 그 이후로 녹색 띠를 입기로 한다.